# Munke Bjergby Sogn
Munke Bjergby Sogn 
ist eine Kirchspielsgemeinde (dän.: Sogn)
auf der Insel Sjælland im südlichen Dänemark.
Bis 1970 gehörte sie zur Harde Alsted Herred im damaligen Sorø Amt, danach zur Stenlille Kommune im Vestsjællands Amt, die im Zuge der  Kommunalreform zum 1. Januar 2007 in der Sorø Kommune in der Region Sjælland aufgegangen ist.
Im Kirchspiel leben 1229 Einwohner, davon 322 im Kirchdorf (Stand: 1. Januar 2023).

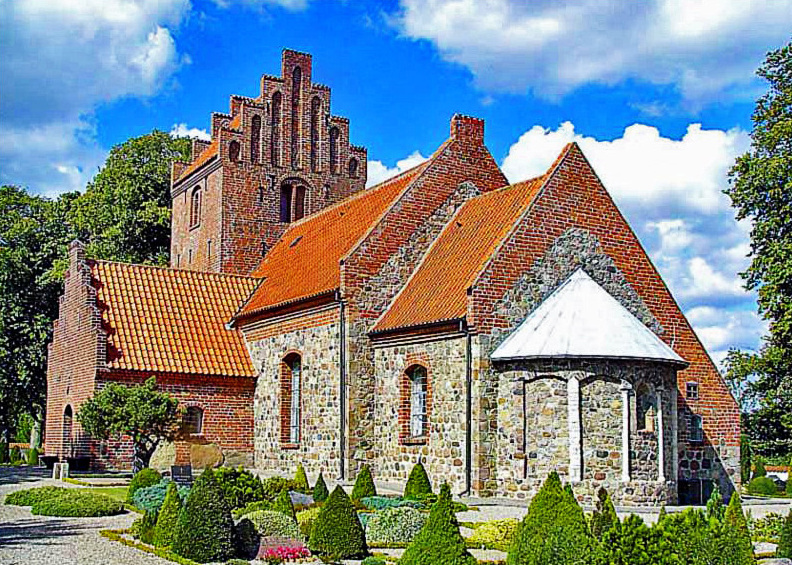
Munke Bjergby kirke

Im Kirchspiel liegt die Kirche „Munke Bjergby Kirke“.
Nachbargemeinden sind im Nordwesten Tersløse Sogn, im Nordosten Stenlille Sogn, im Osten Kirke Flinterup Sogn, im Südosten Bjernede Sogn, im Süden Bjernede Sogn und  im Südwesten Bromme Sogn, ferner in der westlich benachbarten Slagelse Kommune Nordrupvester Sogn.